# カルタゴを建設するディド
『カルタゴを建設するディド』（カルタゴをけんせつするディド、英: Dido Building Carthage）あるいは『カルタゴ帝国の台頭』（カルタゴていこくのたいとう、英: The Rise of the Carthaginian Empire）は、イギリスの風景画家ジョゼフ・マロード・ウィリアム・ターナーが1815年に制作した絵画である。油彩。ターナーの代表作の1つで、主題はウェルギリウスの叙事詩『アエネイス』に登場するカルタゴの女王ディドから取られている。『アエネイス』およびカルタゴの歴史は長年にわたってターナーの心をとらえた主題であった。ターナーは『アエネイス』をもとに11点の絵画を制作しており、そのうち8点は英雄アイネイアスとディドとの関係に関連している。またカルタゴの興亡に関する10点の絵画の1つである。バロック時代のフランス出身の風景画家クロード・ロランの影響を色濃く受けた作品で、2年後に制作されたテート・ギャラリー所蔵の『カルタゴ帝国の衰退』（The Decline of the Carthaginian Empire）とは主題的な対を形成している。ターナーの死後に国に遺贈された多くの絵画の1つで、現在はロンドンのナショナル・ギャラリーに所蔵されている。

## 主題
至上の美を身にまとった女王ディードが、

周りに多くの若者を従わせて神殿に近づいた。

さながら、エウロータスの川辺、あるいはキュントゥスの山並みに沿って、

ディアーナが舞踏団を引き連れるように。（中略）

ディードはそのような姿であった。喜びに満ちた面持ちで

人々の間を進み、日々の仕事、未来の王国の建設に力を注ぐ。
—ウェルギリウス、『アエネイス』1.496-504（山下太郎訳）

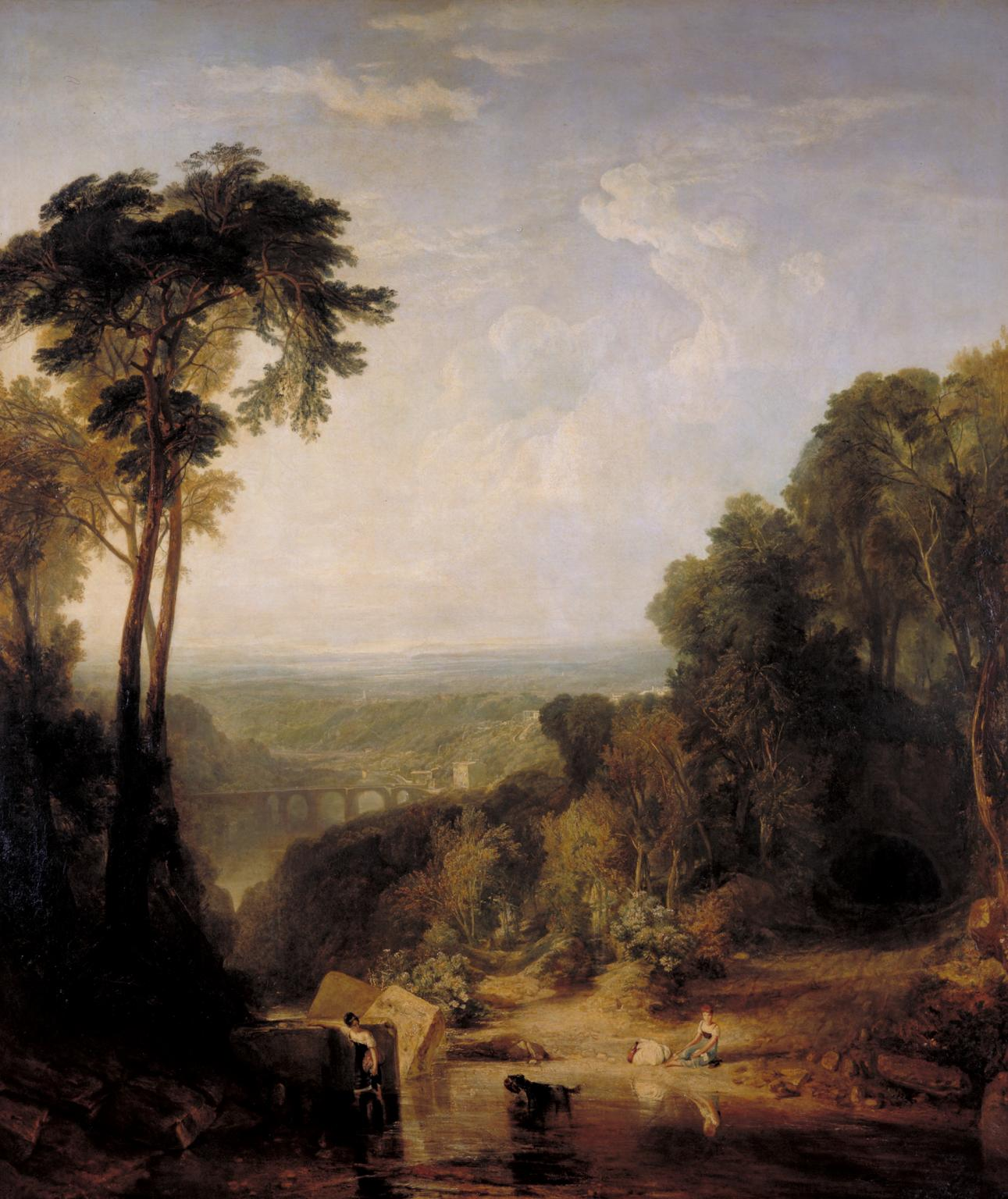
同年の『小川を渡る』。テート・ギャラリー所蔵。

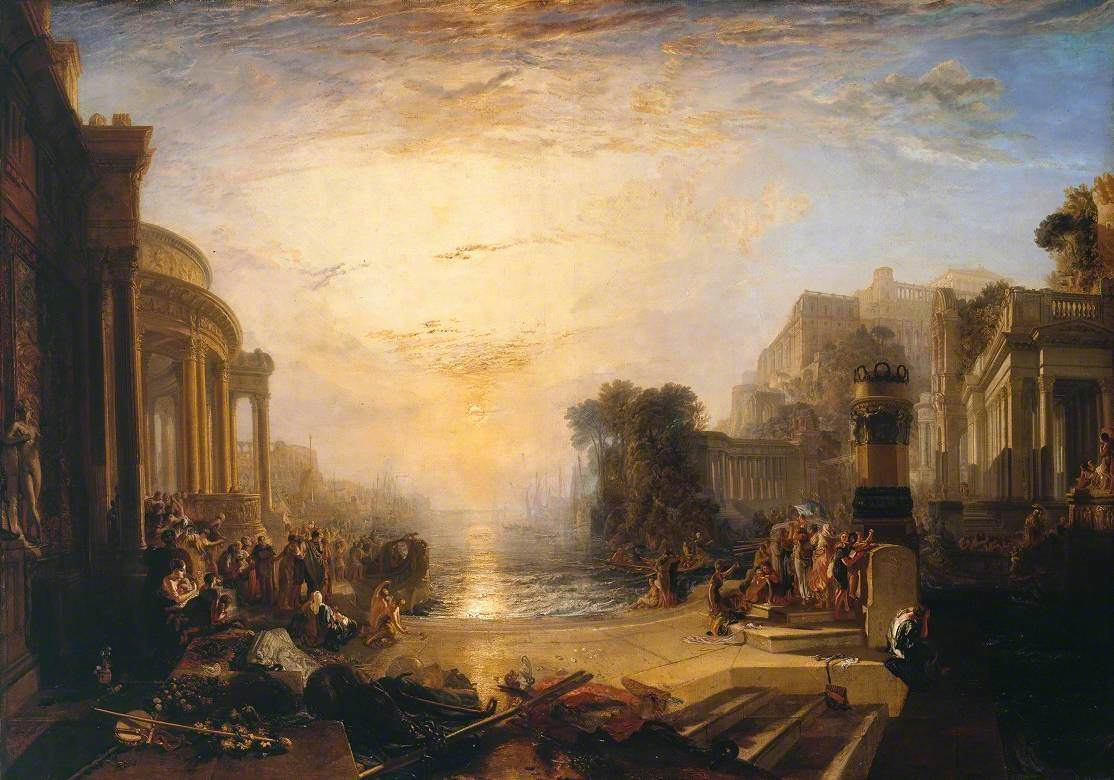
主題的に対となる作品『カルタゴ帝国の衰退』。1817年。テート・ギャラリー所蔵。

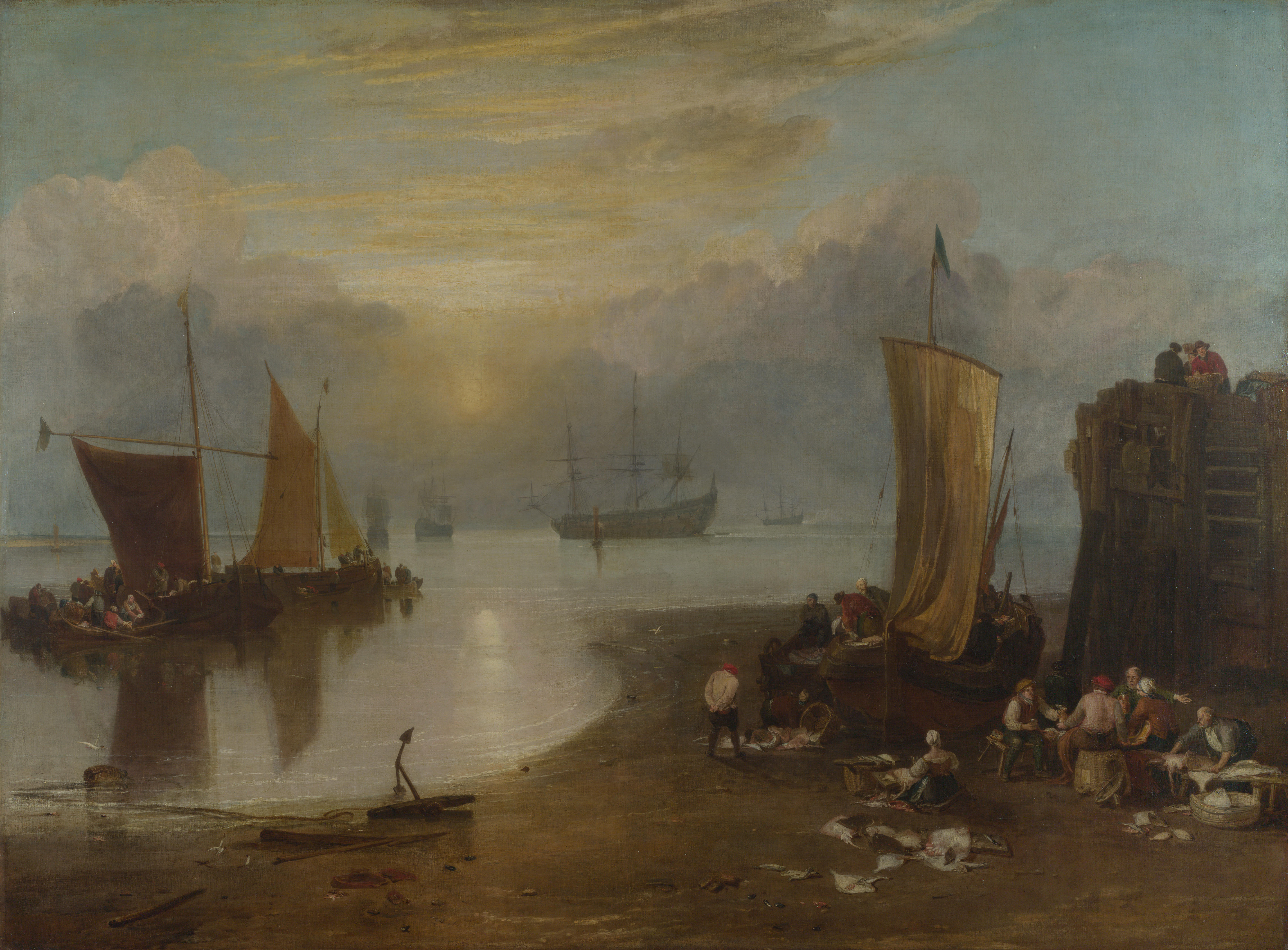
本作品とともにクロード・ロランの対作品と展示されている『もやの中を昇る太陽』。1807年以前。ナショナル・ギャラリー所蔵。

ウェルギリウスは女王ディドによるカルタゴ建設について次のように語っている。もともとテュロスの王女であったディドはフェニキア人の中で最も黄金に富んでいたシュカイオスと結婚した。ところが王権を掌握したディドの兄ピュグマリオンは、黄金に目がくらんでシュカイオスを殺害すると、その死を隠匿し、長い間ディドを欺き続けた。しかしシュカイオスの亡霊がディドの夢枕に立つと、ピュグマリオンの罪業を暴き、地中に隠した財産の在処を示して国を去るよう説いた。そこでディドは航海に出てチュニジアに辿り着いた。ディドはその地で1頭の牡牛の皮で囲める分の土地を購入し、カルタゴを創建した。

## 作品
ターナーは亡き夫シュカイオスの建設中の墓所を視察する女王ディドを描いている。ディドは青いドレスと王冠を身に着け、黒人の召使と若い会計係を伴いながら、建設途中の墓所がある画面左側を歩いている。ターナーのディドは当時のオペラ作品に触発された可能性があり、恋に苦悩しているでも避けられない運命の犠牲になっているでもなく、威厳ある指揮官として権力を行使している。労働者たちは集められた木材や石材を運搬している。ディドの近くで鑑賞者に対して背を向けて立っている男はおそらくアイネイアスである。彼の背後では数人の子供たちが玩具の船を川に流して遊んでいる。
クロード・ロランの海港を描いた風景画の影響は顕著である。絵画は『シバの女王の乗船』（The Embarkation of the Queen of Sheba）のオマージュであり、これらの絵画では海の水平線は画面の中央まで広がり、画面の両側に埠頭からそびえ立つ古典的な建築物や、背の高い木々が並び、神話的あるいは歴史的な人物と、港で生活する人々を描いている。ターナーはクロード・ロランを踏襲しているが、クロード・ロランのより古典的な構図には見られない建築学的特徴、人間の活動、高度な質感のディテールで満たされている。
18世紀後半から19世紀初頭にかけて、オリバー・ゴールドスミスの『ローマ史』やエドワード・ギボンの『ローマ帝国衰亡史』のように、帝国の興隆と没落を比較し、それらを同時代の状況に適用することは一般的であった。当時有名だったジョン・チェットゥッド・ユスタスの1813年の『イタリアを巡るクラシック・ツアー』（A Classical Tour through Italy）は、カルタゴとイギリスの間に類似点を描いている。したがって、クロード・ロランの海港的な場面を描いた『カルタゴを建設するディド』と『カルタゴ帝国の衰退』は、この伝統において計画的な試みであったらしい。美術評論家ジョン・ラスキンは絵画を対作品と見なしたが、両作品に最初に注目したのはターナーの最初の伝記作家ジョージ・ウォルター・ソーンベリーだったようである。
なお、空に広がる太陽のまばゆい光は、1815年4月にインドネシア・スンバワ島で発生したタンボラ山の大噴火によって大気中に舞い上がった火山灰の影響を意識せずに描いたものではないかと指摘されている。

## 当時の反応
ターナーは1815年のロイヤル・アカデミーの夏季展覧会で『小川を渡る』（Crossing the Brook）とともに出品した。絵画は賞賛を得る一方で、黄色の色調で描かれた太陽のまばゆいばかりの明るさは、クロード・ロランを愛好する第7代準男爵ジョージ・ボーモントの「自然に忠実ではなく、偽りのテイストで描かれている」という批判を招いた。

## 来歴
ターナーは1831年に作成された2度目の遺言で、カルタゴに関する作品のうち『カルタゴを建設するディド』と『もやの中を昇る太陽』（Sun rising through Vapour）をクロード・ロランの対作品『シバの女王の乗船』・『イサクとリベカの結婚のある風景』（Landscape with the Marriage of Isaac and Rebekah）の横に「永久に」展示されることを条件に、ターナー遺贈の一部として国に残した。ターナーの作品の多くはテート・ギャラリーに所蔵されたが、『カルタゴを建設するディド』と『もやの中を昇る太陽』をはじめ、『解体されるために最後の停泊地に曳かれてゆく戦艦テメレール号、1838年』（The Fighting Temeraire tugged to her last berth to be broken up, 1838）、『雨、蒸気、速度 ― グレート・ウェスタン鉄道』（Rain, Steam, and Speed - The Great Western Railway）、『ポリュペモスをあざ笑うオデュッセウス』（Ulysses deriding Polyphemus）などの作品とともにナショナル・ギャラリーに所蔵されている。

## ギャラリー
クロード・ロランの対作品

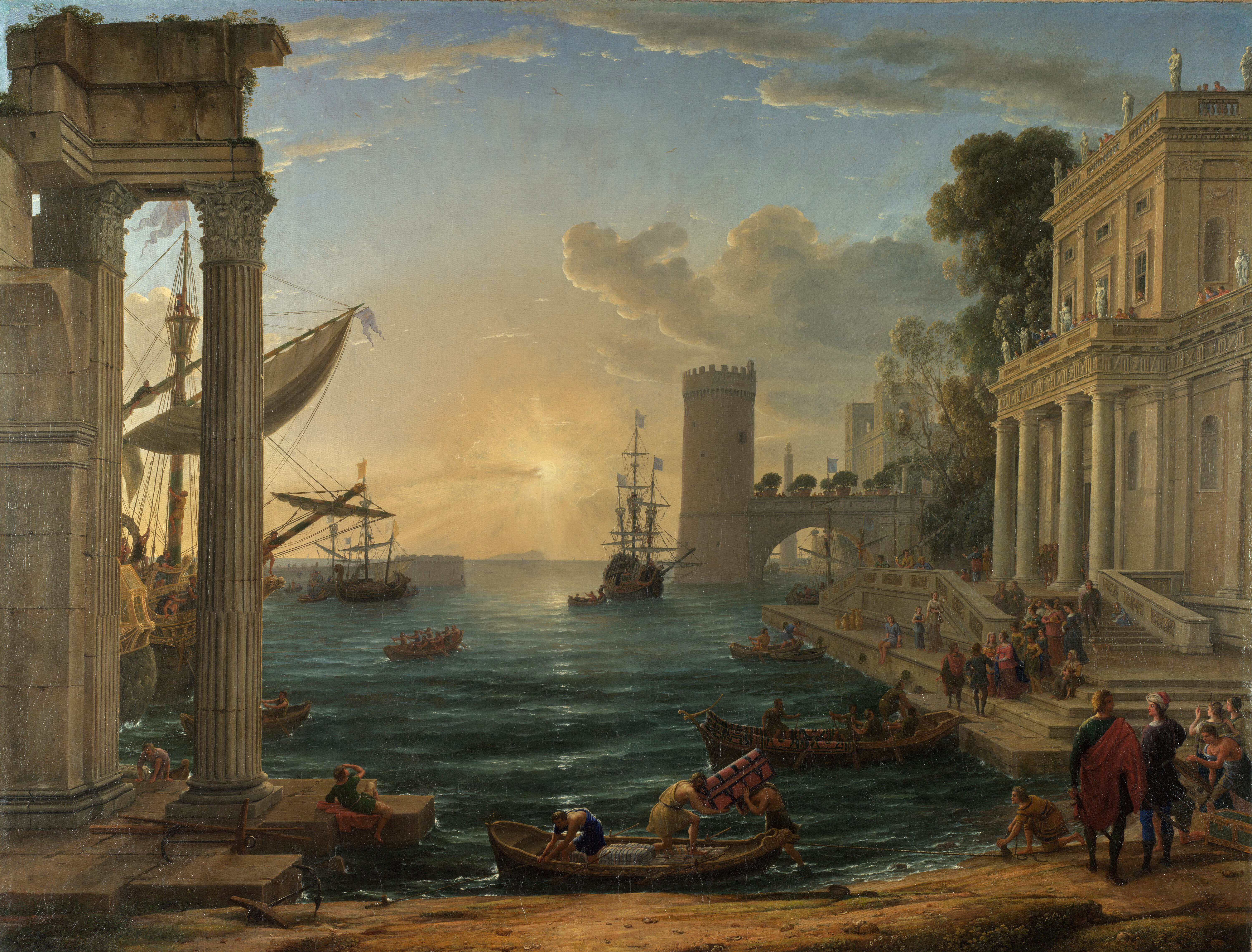
クロード・ロラン『シバの女王の乗船』1648年 ナショナル・ギャラリー所蔵
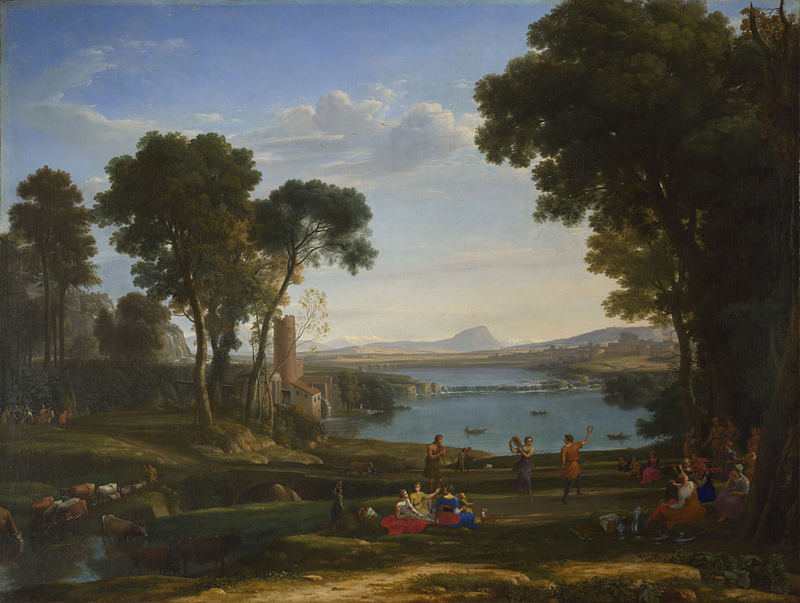
クロード・ロラン『イサクとリベカの結婚のある風景』1648年 ナショナル・ギャラリー所蔵

『アエネイス』を主題とする作品の例

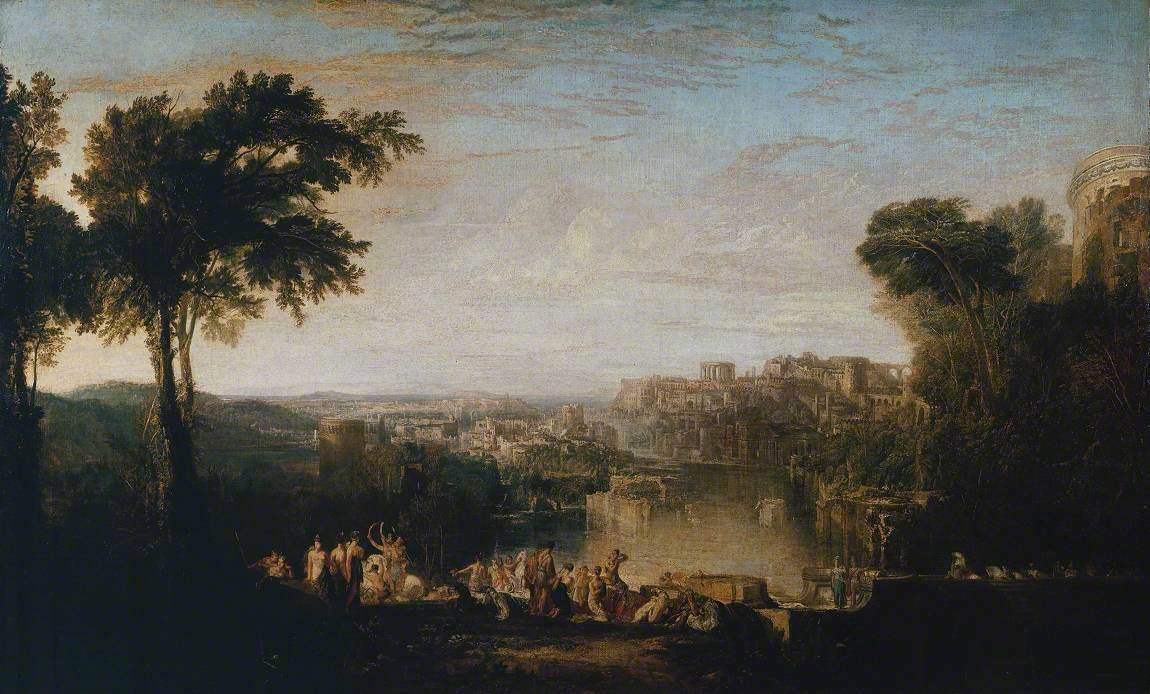
『アエネアスとディド』1814年 テート・ギャラリー所蔵
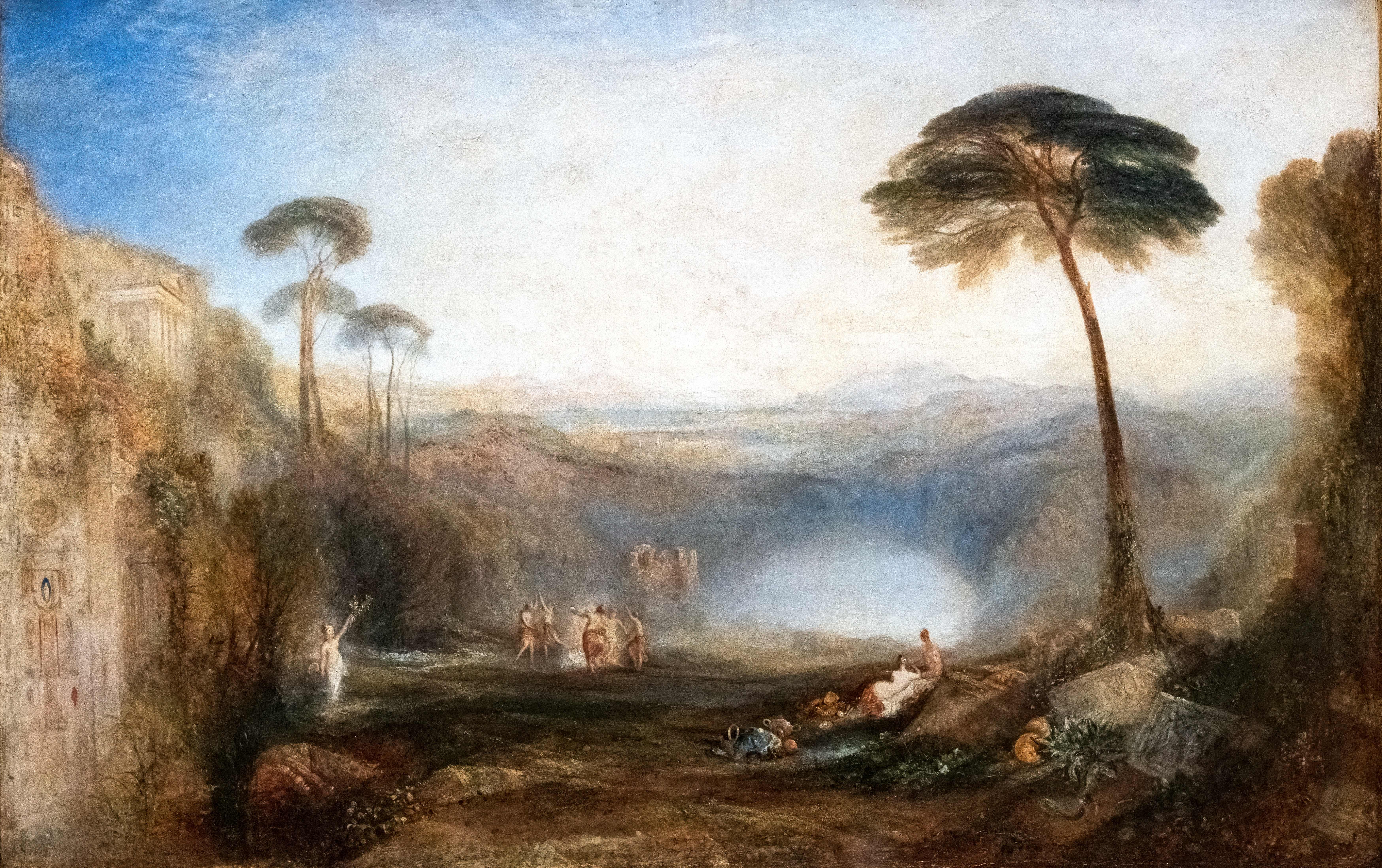
『金枝』1834年 テート・ギャラリー所蔵
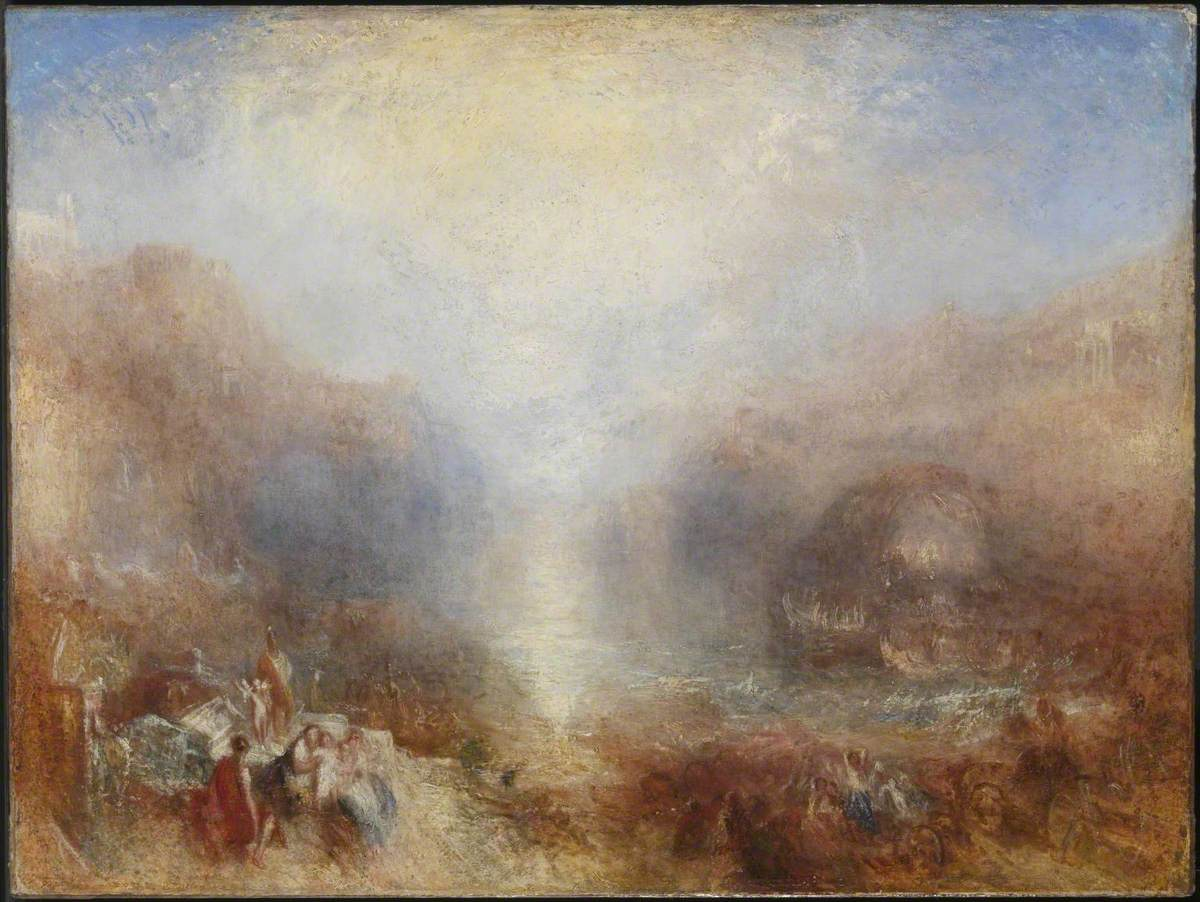
『アエネアスに忠告するために遣わされたメルクリウス』1850年 テート・ギャラリー所蔵